# Soceni, Dolj
Soceni este un sat în comuna Tălpaș din județul Dolj, Oltenia, România.
.
Soceni – acest sat a făcut parte din plășile Hămărăzii de Sus (1828), Amărăzii de Sus (1831-1844), Amaradiei (1861).A făcut parte din comunele: Tălpașul (1865-1873, 1892-1968, 2004), Vladimirești (1873-1892), Fărcașu (1968-2004).
Este situată pe râul Plosca la 1,5 km de satul Tălpașul, pe Dealul Muierii.
Satul este menționat în harta lui Schwantz (1723).
Mai apare menționat și în catagrafiile din anul 1828, 1831 și 1855 și în nomenclatorul localităților din anul 1861, sub denumirea de Sociani (Soceni).Evoluția proprietății
Sat de moșneni la 1722, la 1828 moșie megieșească stăpânită de-a valma de 20 de familii (5 de frunte, 6 de mijloc și 9 de coadă) și de 5 feciori de muncă.
În anul 1831, moșia Soceni era stăpânită de-a valma de Barbu Poenariu, Dumitrașcu Soceanu, Vasile Soceanu, Dumitrașcu Tudosie, Gheorghiță Andreescu și de moșneni cu alți atași ai lor (65 de familii și 21 de feciori de muncă).
În catagrafia din 1855 erau înscriși 87 moșneni proprietari din care 70 de birnici, 1 patentar, 6 mazili, 10 boieri de neam.
În anul 1908 erau înregistrate 152 familii de moșneni, iar în 1912 – 160 familii de moșneni și 6 familii incluse în categoria locuitorilor fără pământ.
Prin reforma agrară din anul 1912 au fost împroprietăriți 61 de locuitori, iar prin cea din anul 1945 42 de locuitori. 
Localitatea a fost complet colectivizată în anul 1961.
Asezarea geografica
Este situat in piemontul Oltetului din cadrul Podisului Getic.Este strabatut de la N la S de paraul Plosca.
Vecini: la nord comuna Dănciulești, județul Gorj, la sud comuna Tălpaș, județul Dolj, la vest satul Nistoi, com.Talpas, județul Dolj, la est judetul Valcea